# Classe Preussen
La classe Preußen est une série de trois frégates cuirassées construite au début des années 1870 pour la Marine impériale allemande.

## Histoire
Le leader-ship de la classe, le Preußen a été prévu en 1870 et lancé en 1873. Le Friedrich der Große a été prévu en avril 1871, un mois avant la fin de la Guerre franco-prussienne de 1870, et lancé en 1874. Le Großer Kurfürst a été lancé en 1875.Les navires entrèrent en service dès 1876.

Le Großer Kurfürst a été perdu en 1878, quand des petits voiliers  sont passés devant lui et qu'il naviguait proche du SMS König Wilhelm. Les deux navires durent entreprendre des manœuvres d'urgence et le König Wilhelm entra en collision avec le Großer Kurfürst et le coula.

Les  Preußen et Friedrich der Große servirent dans la flotte jusqu'en 1891, puis furent relégués à des tâches secondaires comme entrepôt à charbon portuaire. Ils furent mis au rebut à la fin de la Première Guerre mondiale en 1919-1920.

## Les unités de la classe
| Classe Preußen          | Classe Preußen                  | Classe Preußen   | Classe Preußen    | Classe Preußen | Classe Preußen                | Classe Preußen |
| Nom                     | Chantier naval                  | Mise en chantier | Lancement         | Armement       | Fin                           | Photo          |
| ----------------------- | ------------------------------- | ---------------- | ----------------- | -------------- | ----------------------------- | -------------- |
| SMS Preußen             | AG Vulcan Stettin               | en 1870          | 22 novembre 1873  | 4 juillet 1876 | déclassé en 1906 rayé en 1919 |                |
| SMS Friedrich der Große | Howaldtswerke Kiel              | en 1871          | 20 septembre 1874 | en 1878        | déclassé en 1891 rayé en 1920 |                |
| SMS Großer Kurfürst     | Kaiserliche Werft Wilhelmshaven | 15 avril 1902    | 15 septembre 1875 | en 1878        | coulé le 31 mai 1878          |                |

### Source
- (en) Cet article est partiellement ou en totalité issu de l’article de Wikipédia en anglais intitulé « Preussen-class ironclad » (voir la liste des auteurs).